# Jefferson City
Jefferson City è un comune (city) degli Stati Uniti d'America che si trova tra le contee di Cole, della quale è capoluogo, e Callaway, e capitale dello Stato del Missouri. La popolazione era di 43 079 persone al censimento del 2010 il che la rende la quindicesima città più popolosa dello stato.

## Geografia fisica
Jefferson City è situata nella regione denominata Altopiano d'Ozark lungo il fiume Missouri vicino al centro geografico dello Stato. Secondo lo United States Census Bureau, la città ha una superficie totale di 73,2 km², dei quali 70,6 km² di territorio e 2,6 km² di acque interne (3,61% del totale).

## Storia
La regione fu la sede della cultura dei Mound Builders, che però erano scomparsi già da tempo quando i bianchi cominciarono ad arrivare, sostituiti dagli indiani Osage.
Jefferson City fu così chiamata in onore del terzo presidente degli Stati Uniti d'America, Thomas Jefferson. Quando nel 1812 fu organizzato il Territorio del Missouri, la sede del governo fu posta a Saint Louis, mentre Saint Charles funzionò da capitale fino a che Jefferson City fu scelta come nuova capitale nel 1821. Fino a quell'anno la città aveva il nome di Lohman's Landing, ma con l'elevazione a capitale fu proposto di cambiarle nome in "Missouriopolis", ma più tardi si scelse il nome attuale. All'epoca era poco più di una stazione commerciale in una regione ancora selvaggia, posta a metà strada fra Saint Louis e Kansas City. Nel 1826 per la prima volta il Congresso del Missouri si riunì a Jefferson City e nel 1839 si ebbe l'elevazione a città.

## Società

### Evoluzione demografica
Secondo il censimento del 2010, c'erano 43 079 persone.

### Etnie e minoranze straniere
Secondo il censimento del 2010, la composizione etnica della città era formata dal 77,99% di bianchi, il 16,86% di afroamericani, lo 0,33% di nativi americani, l'1,75% di asiatici, lo 0,06% di oceaniani, lo 0,77% di altre etnie, e il 2,23% di due o più etnie. Ispanici o latinos di qualunque etnia erano il 2,56% della popolazione.